# Ion Băjenaru
Ion Băjenaru (n. 6 februarie 1863, Țițești, județul Argeș – d. 5 noiembrie 1921, Dej) a fost un tenor român din perioada de început a operei în România.
A înființat o trupă de operetă cu care a realizat turnee prin țară.